# أورسولا بروفانتير
أورسولا بروفانتير (بالألمانية: Ursula "Uschi" Profanter) هي مجدفة قوارب كانوي نمساوية ولدت في يوم 22 مارس 1968 في مدينة غراز في النمسا، أبرز إنجازاتها هو فوزها بميداليتين برونزيتين في بطولة العالم لقوارب الكانوي في سنة 1997 في K-1 500 متر و K-1 1000 متر في دارتموث في كندا، شاركت أورسولا في 3 دورات أولمبية إلا أنها لم تفز بأي ميدالية.

## روابط خارجية
- أورسولا بروفانتير على موقع أوليمبيديا (الإنجليزية)